# Гаара (Наруто)
Гаара (на японски: 我愛羅) е герой от японската аниме/манга поредица Наруто, създадена от Масаши Кишимото. Един от интересните и загадъчни персонажи в анимето, Пустинният Гаара (Sabaku No Gaara) се появява за пръв път в двадесети епизод, като още в самото начало от неговата личност се заинтересува дори Саске Учиха. Гаара е нормално висок, с къса червена коса и зелени очи с черни кръгове около тях, които се дължат на това, че той не може да спи, поради страх, породен от заключения в него едноопашат-демон – Шукаку (Shukaku). Той никога не се усмихва и се държи сериозно и студено към всички, дори към роднините си. Освен с всичко останало, прави и огромно впечатление с пясъчните си техники, които го правят почти непобедим. Пясъкът му осигурява много добра защита, а също и е опасно оръжие, което, използвано по желания начин, може да доведе до неприятен край за противника.
Гаара е най-малкият син на Четвъртия Казекаге, като има сестра – Темари и брат – Канкуро, по-големи от него. Заради слабото състояние на Сунагакуре, Четвъртият Казекаге заповядва на старейшината на Сунагакуре (накратко Суна) - Чийо (тя се появява чак в края на девети епизод на Наруто Ураганни Хроники на II част), да използва запечатващото джутсу за да заключи Ичиби Шукаку в Гаара. Заради това майката на момчето, Карура издъхва докато дава живот на сина си. Преди да умре Карура проклина Суна, надявайки се Гаара да отмъсти за нейната смърт.
В продължение на шест години след своето раждане Гаара се страхува от своите роднини и жителите на Суна, като вярва, че чичо му Яшамару е единственият, който го обича. За нещастие на шестгодишна възраст Гаара бива нападнат от убиец и преди да осъзнае, че това е чичо му, той го рънява смъртоностно. В последните си мигове обаче Яшамару разкрива истината на момчето за неговото съществуване като му казва, че винаги го е мразел заради това, че е отнел скъпата му сестра и че всъщност той е „създаден“ с цел да бъде върховно оръжие на Сунагакуре. Гаара научава също, че той никога не е бил обичан от майка си и с раждането му тя е искала да прокълне селото, затова и го е кръстила Гаара – демон, борещсе само за себе си. След като разбира, че никой не го е грижа за него, той използва пясъка за да направи татуировка на челото си (йероглиф означаващ „любов“) и решава да изпълни проклятието, което майка му хвърля върху селото. За следващите шест години Гаара е използван като безчувствена машина за убийства.
Гаара е главното оръжие при нападението на Коноха заради демона, заключен в него. След сблъсъка си с Наруто Узумаки, той разбира в действителност какво е важно в живота – приятелите. За 2-те години и половина, в които Наруто е изпратен да тренира с Джирая, той се променя и е обичан от всички жители на Суна, които го наричат Казекаге. Гаара обича с цялото си сърце и защитава жителите на селото, като дори рискува живота си при битката с Акатски. По време на четвъртата нинджа война чрез техниката Едо Тенсей която е създадена от втория хокаге и подобрена от Кабуто бива съживен бащата на Гаара четвъртия казекаге(което в буквален смисъл значи четвъртата вятърна сянка), които разкрива на Гаара че всъщност майка му го е обичала, а вуйчо му не е мразел него, а баща му.